# Deretrachys juvencus
Deretrachys juvencus là một loài bọ cánh cứng trong họ Cerambycidae.